# Alkanna shattuckia
Alkanna shattuckia är en strävbladig växtart som först beskrevs av George Edward Post, och fick sitt nu gällande namn av George Edward Post. Alkanna shattuckia ingår i släktet Alkanna och familjen strävbladiga växter. Inga underarter finns listade i Catalogue of Life.